# Рошаль, Лев Моисеевич
Лев Моисеевич Рошаль (1 января 1936, Москва — 28 ноября 2010, Москва) — советский и российский кинокритик, историк кино и сценарист документального кино, доктор искусствоведения (1995). Заслуженный деятель искусств РСФСР (1987).

## Биография
Родился 1 января 1936 года в Москве в семье главного режиссёра Московского областного театра имени А. Н. Островского Моисея Львовича Рошаля (1909—1977). Племянник кинорежиссёра Григория Львовича Рошаля, Народного артиста СССР.
В 1959 году окончил Московский историко-архивный институт, где потом преподавал с 1960 года. Выступал в печати по вопросам документального кино с 1961 года. В 1970 году защитил диссертацию на соискание учёной степени кандидата искусствоведения по теме «Образное отражение действительности в современном документальном фильме».
Публиковал свои рецензии и статьи о кино в различных изданиях, в том числе журналах «Искусство кино», «Советский экран», «Киноведческие записки», газете «Советская культура». Лауреат премии Союза кинематографистов СССР за 1974 год.
С 1988 года работал во Всесоюзном научно-исследовательском институте киноискусства, с 1995 года — ведущим научным сотрудником. В том же году защитил диссертацию по теме «Художественная интерпретация факта как сущностная проблема неигрового кино» и получил учёную степень доктора искусствоведения. С 1999 года работал директором общеуниверситетского учебно-научного центра Российского государственного гуманитарного университета «История и экранная культура».
Выступил автором ряда сценариев к документальным фильмам, книг о кино и статей по вопросам документального кино. Критик и историк документального кино Лилиана Малькова писала:

Его теоретические воззрения складывались на основе многолетнего изучения кинематографических изысканий Дзиги Ветрова, чья теория Кино-Глаза была переосмыслена Львом Рошалем и стала инструментом собственного анализа кинопроцесса.
Ветровское влияние ощутимо и в драматургическом творчестве Льва Рошаля. Смысловые границы самого понятия «кинофакт» — понятия фундаментального для документалистики — Лев Рошаль расширил путём сопряжения в «стереоскопическом» историко-культурном контексте эстетически разнородных явлений: проза Эмиля Золя, итальянский неореализм, поэзия Бориса Пастернака, фоторепортаж — подвергаются им скрупулёзному анализу наряду с собственно документалистикой.

Умер 28 ноября 2010 года в возрасте 74 лет в Москве.

## Фильмография[8]
- 1976 — Фестиваль фестивалей
- 1985 — Пирамида
- 1986 — Соло трубы
- 1988 — Площадь Революции
- 1990 — Взлёты и посадки
- 1990 — Сады Аракеляна
- 1991 — Танцверанда им. Ф. Э. Дзержинского
- 1992 — Женщина из стали и слёз
- 1992 — Мост
- 1995 — Весёлые картинки
- 1995 — Чао, моё сокровище
- 1998 — Хор девушек

Из цикла «Сокровенные люди»:
- 1998 — Александр Галин, или Курская аномалия
- 1998 — Сокровенные люди
- 1998 — Ледокол «Отто Шмидт»
- 1998 — Театр афоризмов Василия Ключевского
- 1998 — Тебе, Господи!
- 1998 — Хранитель Арбатства

## Семья
- Отец — Моисей Львович Рошаль (1909—1977)
- Мать — Зинаида Владимировна Кобанова (1898—1976)
- Дядя — Григорий Львович Рошаль (1899—1989)

## Награды
- Премия Союза кинематографистов СССР (1974);
- Заслуженный деятель искусств РСФСР (16 апреля 1987) — за заслуги в области советского киноискусства[9];
- Орден Дружбы (9 марта 1996) — за заслуги перед государством, многолетнюю плодотворную деятельность в области культуры и искусства[10];
- Медаль «В память 850-летия Москвы» (1997);
- Почётный кинематографист России (1999);
- Премия «Лавр» в категории «Лучший по профессии (сценарист)» (2003).